# Фос (Іспанія)
Фо́с (ісп. Foz, МФА: [ˈfos]) — муніципалітет і містечко в Іспанії, в автономній спільноті Галісія, провінція Луго, комарка Марінья-Сентраль. Розташоване у північно-західній частині країни, на березі Атлантичного океану. Входить до складу Лугоської діоцезії Католицької церкви. Площа муніципалітету — 100,29 км², населення муніципалітету — 9970 ос. (2009); густота населення — 
. Висота над рівнем моря — 5 м.

## Назва
- Фос (ісп. Foz, МФА: [ˈfos]) — сучасна іспанська назва.
- Фоз (гал. Foz, МФА: [ˈfoz]) — сучасна галісійська назва.

## Географія
Муніципалітет розташований на відстані близько 460 км на північний захід від Мадрида, 65 км на північ від Луго.

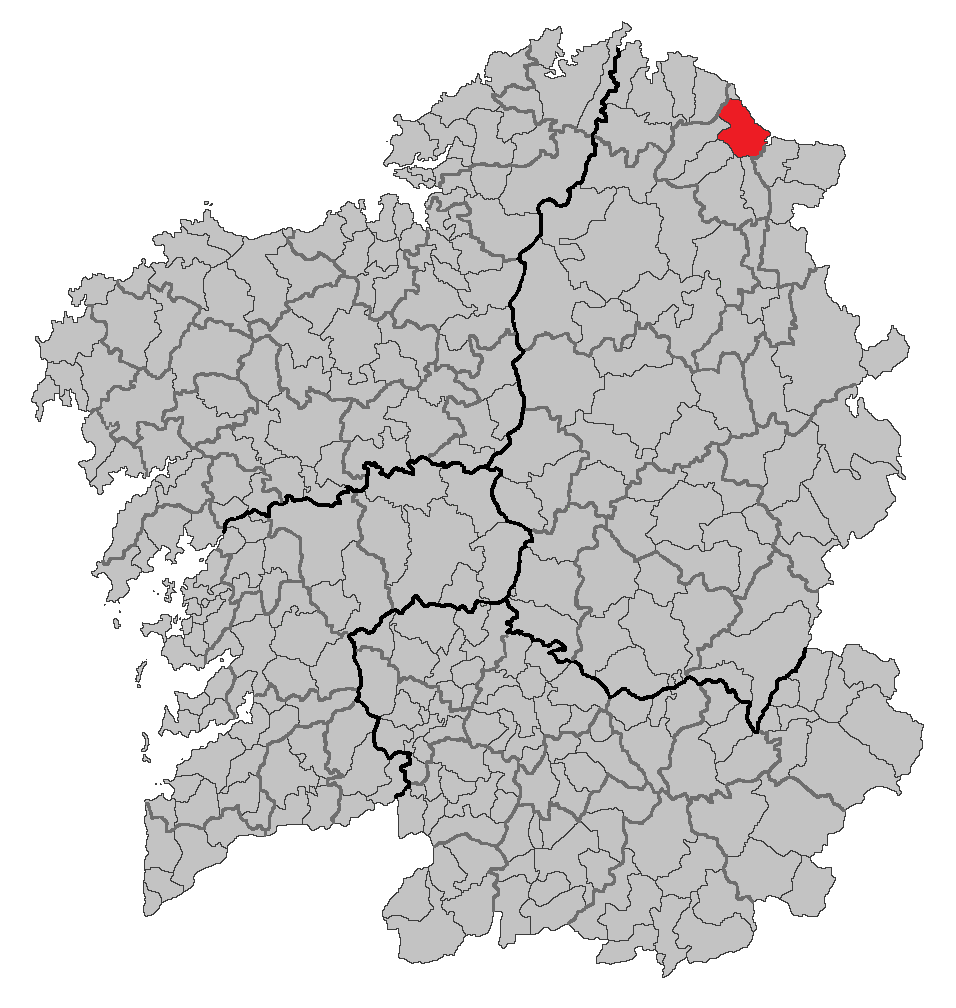
Муніципалітет у Галісії
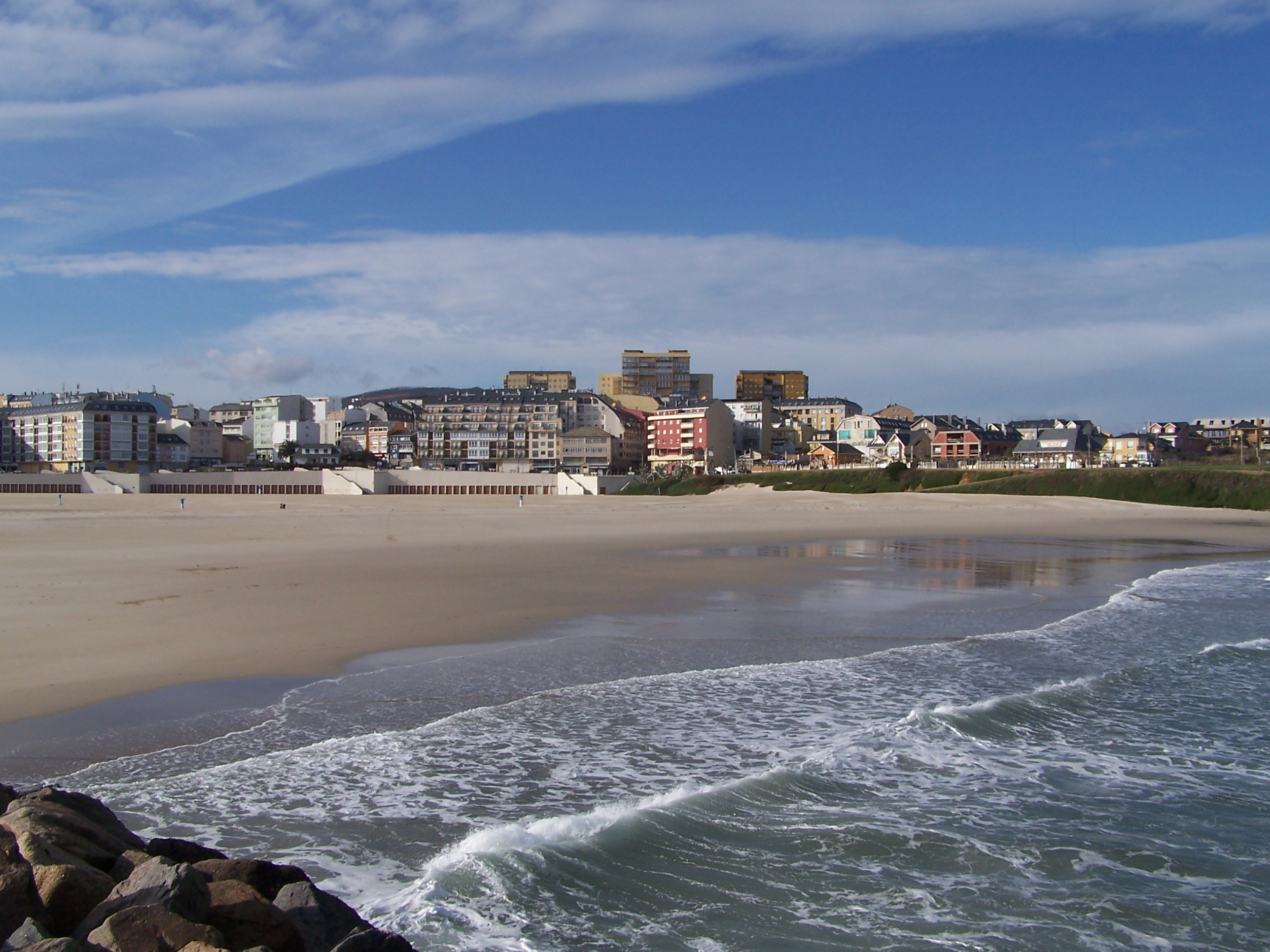
Пляж
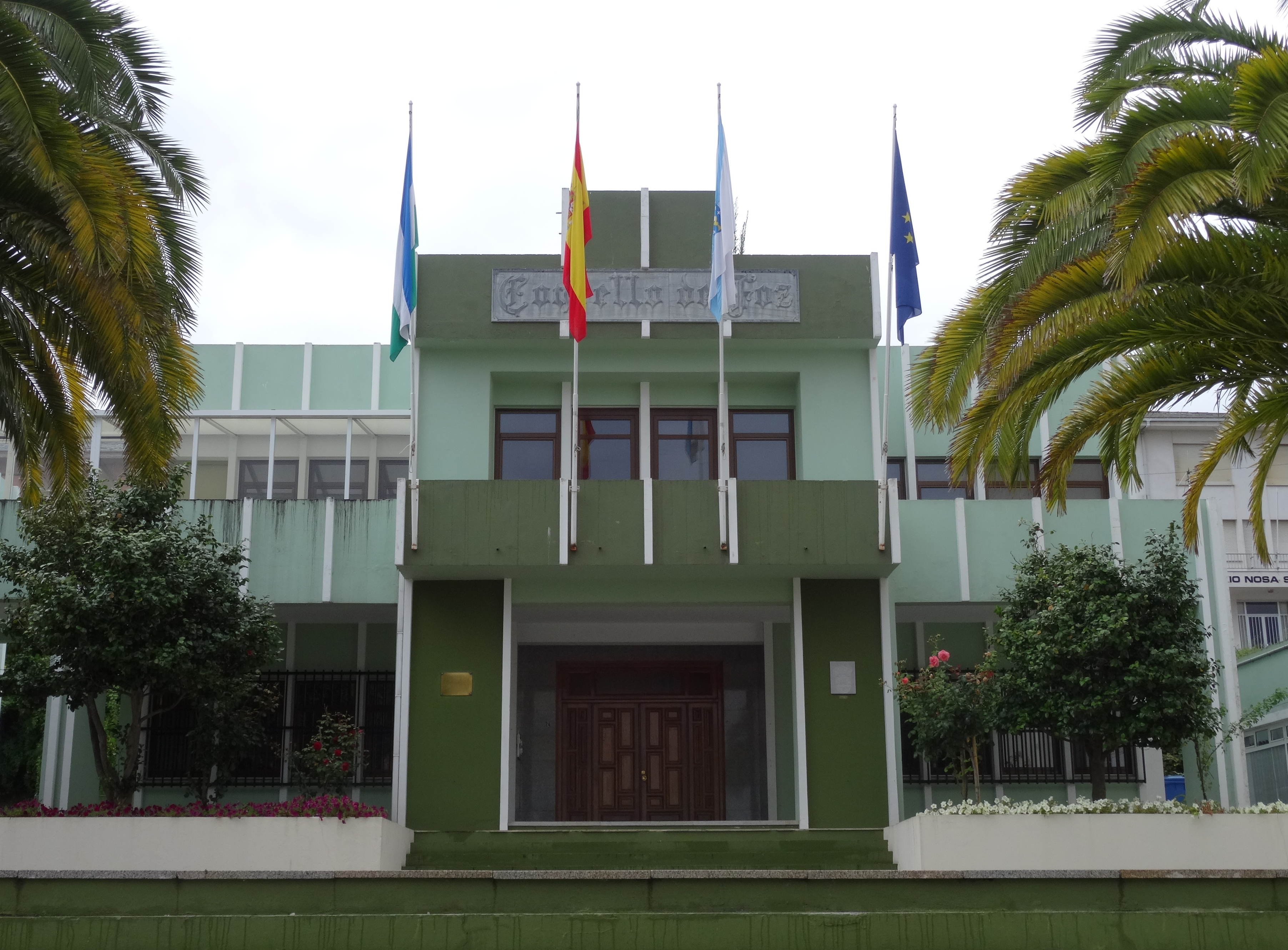
Ратуша
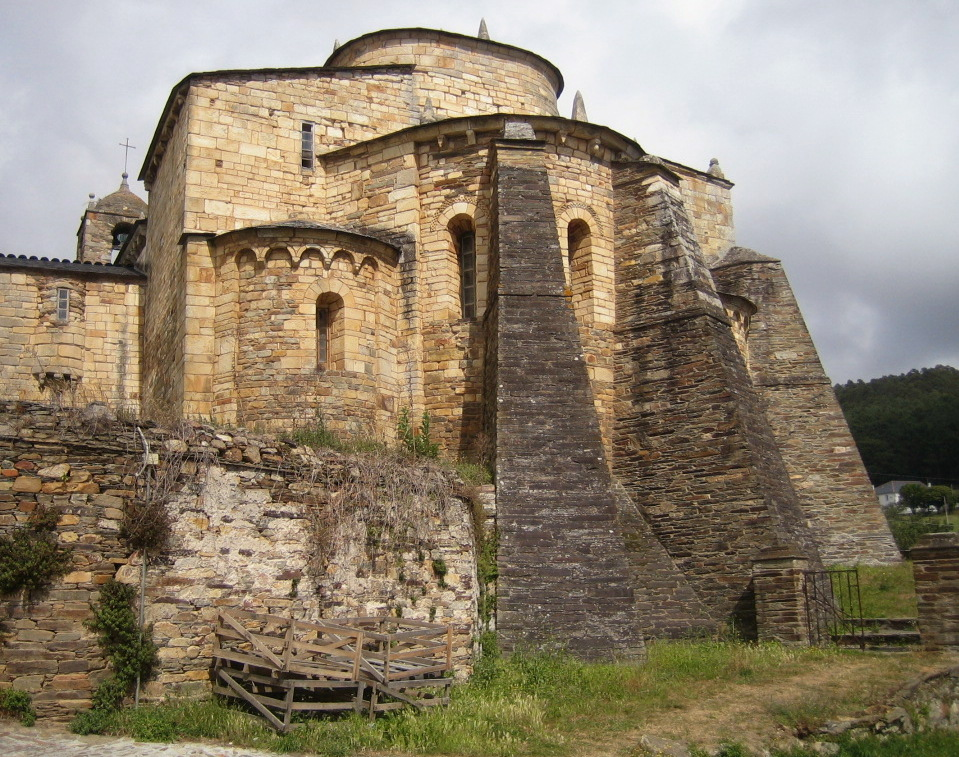
Церква святого Мартина

## Демографія
Динаміка населення (INE ):

## Парафії
Муніципалітет складається з таких парафій:
1. Віларонте
2. Кангас
3. Кордідо
4. Нойс
5. Сан-Мартіньйо-де-Мондоньєдо
6. Санта-Сілья-до-Валадоуро
7. Санто-Асіскло-до-Валадоуро
8. Фасоуро
9. Фос

## Релігія
Фос входить до складу Лугоської діоцезії Католицької церкви.